# Werner Linkner
Werner Linkner (* 16. Januar 1929 in Duisburg; † 21. Juli 2013 in Dresden) war ein deutscher Politiker der SPD.

## Ausbildung und Beruf
Werner Linkner besuchte die Volksschule, Mittelschule und Handelsschule. 1945 erhielt er die Mittlere Reife.
Bis 1946 absolvierte er die Höhere Handelsschule. Er schlug die mittlere Beamtenlaufbahn ein.
Von 1946 bis 1949 war er bei der Deutschen Reichsbahn tätig. 1949 wechselte er zur Bundesfinanzverwaltung. 
1953 legte er die Zollassistentenprüfung ab, 1960 die Zollinspektorprüfung. Er schlug die gehobene Beamtenlaufbahn als Grenzaufsichtsbeamter ein und war als Sachbearbeiter und Zollkommissar tätig. 1969 wurde er Zollamtsvorsteher.

## Politik
Werner Linkner war seit 1962 Mitglied der SPD. Er wurde 1965 Unterbezirksvorsitzender der SPD im Kreis Kleve und ab 1972 Bezirksausschussvorsitzender der SPD im Bezirk Niederrhein. Von 1972 bis 1978 war er Mitglied des Landesausschusses der SPD. 1964 bis 1979 war er Mitglied des Stadtrates Kleve, ab 1969 Mitglied des Kreistages Kleve und der Landschaftsversammlung Rheinland. Linkner wurde 1966 Mitglied der Gewerkschaft öffentliche Dienste, Transport und Verkehr.
Werner Linkner war vom 19. Oktober 1979 bis zum 28. Mai 1980 und vom 2. Januar 1984 bis zum 29. Mai 1985 Mitglied des 8. und 9. Landtages von Nordrhein-Westfalen, in den er jeweils nachrückte.